# Élections législatives slovaques de 2012
Les élections législatives slovaques de 2012 (en slovaque : Voľby do Národnej rady Slovenskej republiky v roku 2012) se sont tenues le samedi 10 mars 2012, de manière anticipée, afin d'élire les cent cinquante députés du Conseil national de la République slovaque, pour une législature de quatre ans.

## Contexte: l'échec de la coalition de centre-droit
Lors des élections législatives du 12 juin 2010, le parti SMER – social-démocratie (SMER-SD), du président du gouvernement sortant, Robert Fico, n'avait pu se maintenir au pouvoir, du fait des mauvais scores de ses alliés. La chef de file de l'Union démocrate et chrétienne slovaque - Parti démocrate (SDKÚ-DS), Iveta Radičová, avait de son côté réussi à former une coalition avec les libéraux de Liberté et Solidarité (SaS), les conservateurs du Mouvement chrétien-démocrate (KDH) et les sociaux-libéraux de MOST-HÍD (MH). Elle présente alors un programme mettant l'accent sur les réformes de l'éducation, de la justice, la lutte contre la corruption et la réduction des déficits publics.
En octobre 2011, dans le cadre de la crise européenne de la dette, SaS annonce qu'il votera contre le renforcement du Fonds européen de stabilité financière (EFSF), sauf à obtenir de très importantes contreparties, comme un droit de veto et un droit de retrait, lors d'un vote prévu le 11 octobre au Conseil national. La présidente du gouvernement décide alors d'engager sa responsabilité sur ce texte, mais les libéraux et les sociaux-démocrates choisissent l'abstention, ce qui conduit à un vote défavorable du Parlement, et donc à la démission du gouvernement. Radičová parvient, le lendemain, à un accord avec Smer-SD permettant, en échange de la tenue d'élections anticipées, le vote du renforcement du fonds, qui est adopté par 114 voix le 13 octobre. Juste après, les députés approuvent, par 143 voix, l'organisation des élections au mois de mars 2012.

## Campagne

### Principaux partis
| Parti | Parti | Tête de liste                                       | Idéologie                                               | Résultats en 2010          |
| ----- | --- | --------------------------------------------------- | ------------------------------------------------------- | -------------------------- |
|       | SMER – social-démocratie (SMER-SD) SMER - sociálna demokracia                                                                   | Robert Fico                                         | Centre gauche Social-démocratie, nationalisme de gauche | 34,8 % des voix 62 députés |
|       | Union démocrate et chrétienne slovaque - Parti démocrate (SDKÚ-DS) Slovenská Demokratická a Krestanská Únia-Demokratická Strana | Mikuláš Dzurinda (Ministre des Affaires étrangères) | Centre droit Libéralisme, démocratie chrétienne         | 15,4 % des voix 28 députés |
|       | Liberté et Solidarité (SaS) Sloboda a Solidarita                                                                                | Richard Sulík                                       | Centre droit Libéralisme, euroscepticisme               | 12,1 % des voix 22 députés |
|       | Mouvement chrétien-démocrate (KDH) Kresťanskodemokratické hnutie                                                                | Ján Figeľ (Ministre des Transports)                 | Centre droit Démocratie chrétienne, conservatisme       | 8,5 % des voix 15 députés  |
|       | MOST-HÍD | Béla Bugár                                          | Centre droit Social-libéralisme                         | 8,1 % des voix 14 députés  |
|       | Parti national slovaque (SNS) Slovenská národná strana                                                                          | Ján Slota                                           | Extrême droite Nationalisme, conservatisme              | 5,0 % des voix 9 députés   |

### Déroulement
La campagne électorale est dominée par les conséquences de l'affaire Gorila. De nombreuses accusations de corruption parmi les candidats suscitent le scepticisme des électeurs : quelques jours avant le scrutin, la participation prévue est d'environ 45 %, et un tiers des citoyens interrogés se déclare indécis.
Le parti social-démocrate SMER – social-démocratie (SMER-SD) est donné largement vainqueur et pourrait disposer d'une majorité absolue au Conseil national. Son leader Robert Fico est considéré comme le favori pour la fonction de président du gouvernement. Les principales mesures annoncées par la SMER-SD en cas de victoire sont la fin de l'impôt à taux unique et une plus forte taxation des plus riches et des entreprises.
Le parti libéral-conservateur de la présidente du gouvernement sortante Iveta Radičová, l'Union démocrate et chrétienne slovaque - Parti démocrate (SDKÚ-DS), est profondément discrédité par le scandale de l'affaire Gorila, depuis la publication d'un document des services secrets révélant la collusion entre des responsables politiques et le groupe financier Penta sur des projets de privatisation et de marchés publics. Son maintien au Conseil national, qui requiert au moins 5 % des suffrages, n'est pas assuré.
Les intentions de vote de la SDKÚ-DS se sont reportées sur plusieurs petits partis de droite, mais ceux-ci souffrent également d'accusations de corruption ainsi que de dissensions internes. Le parti libéral Liberté et Solidarité (SaS), fondé en 2009, la liste dissidente Les Gens ordinaires et personnalités indépendantes du député Igor Matovič et le nouveau parti Les 99 % - La voix civique, soutenu par une entreprise d'armement, tous couverts de scandales, s'efforcent de franchir le seuil des 5 % des voix. Le parti nationaliste Parti national slovaque (SNS) de Ján Slota est également confronté à une chute importante des intentions de vote.

### Sondages
| Institut            | Date         | SMER           | SDKÚ-DS        | SaS            | KDH            | MH            | SNS          | OĽaNO         | 99 %          |
| ------------------- | ------------ | -------------- | -------------- | -------------- | -------------- | ------------- | ------------ | ------------- | ------------- |
| MVK                 | Mars 2012    | 40,0 % 73 dép. | 6,0 % 11 dép.  | 6,0 % 11 dép.  | 12,0 % 22 dép. | 7,0 % 13 dép. | 4,5 % 0 dép. | 5,5 % 10 dép. | 4,0 % 0 dép.  |
| Focus               | Février 2012 | 39,7 % 75 dép. | 5,1 % 10 dép.  | 5,1 % 9 dép.   | 10,4 % 20 dép. | 7,0 % 13 dép. | 4,7 % 0 dép. | 6,7 % 13 dép. | 5,2 % 10 dép. |
| Polis               | Février 2012 | 40,8 % 81 dép. | 5,1 % 10 dép.  | 6,6 % 13 dép.  | 9,8 % 19 dép.  | 8,4 % 17 dép. | 4,6 % 0 dép. | 5,0 % 10 dép. | 3,3 % 0 dép.  |
| MVK                 | Février 2012 | 40,6 % 84 dép. | 4,3 % 0 dép.   | 6,1 % 13 dép.  | 12,0 % 26 dép. | 5,9 % 12 dép. | 3,6 % 0 dép. | 7,0 % 15 dép. | 3,4 % 0 dép.  |
| Focus               | Février 2012 | 37,3 % 69 dép. | 6,1 % 11 dép.  | 5,9 % 11 dép.  | 10,3 % 19 dép. | 6,0 % 11 dép. | 4,2 % 0 dép. | 8,9 % 16 dép. | 6,9 % 13 dép. |
| Polis               | Janvier 2012 | 41,5 % 77 dép. | 7,7 % 14 dép.  | 6,3 % 12 dép.  | 11,0 % 20 dép. | 7,7 % 14 dép. | –            | 7,2 % 13 dép. | –             |
| MVK                 | Janvier 2012 | 40,1 % 75 dép. | 9,3 % 17 dép.  | 7,1 % 13 dép.  | 9,6 % 18 dép.  | 7,7 % 15 dép. | –            | 6,3 % 12 dép. | –             |
| Focus               | Janvier 2012 | 40,8 % 81 dép. | 9,6 % 18 dép.  | 6,4 % 12 dép.  | 9,7 % 18 dép.  | 6,4 % 13 dép. | 4,8 % 0 dép. | 5,4 % 10 dép. | 4,6 % 0 dép.  |
| Dernières élections | 12 juin 2010 | 34,8 % 62 dép. | 15,4 % 28 dép. | 12,1 % 22 dép. | 8,5 % 15 dép.  | 8,1 % 14 dép. | 5,0 % 9 dép. | Absent        | Absent        |

## Résultats
|                        |                                                                       |           |       |      |        |               |  |  |  |  |  |  |  |  |
| Parti                  | Parti                                                                 | Voix      | %     | +/-  | Sièges | +/-           |  |  |  |  |  |  |  |  |
|                        | SMER – social-démocratie (SMER)                                       | 1 134 280 | 44,42 | 9,62 | 83     | 21            |  |  |  |  |  |  |  |  |
|                        | Mouvement chrétien-démocrate (KDH)                                    | 225 361   | 8,82  | 0,29 | 16     | 1             |  |  |  |  |  |  |  |  |
|                        | Les Gens ordinaires et personnalités indépendantes (OĽaNO)            | 218 537   | 8,56  | Nv.  | 16     | 16            |  |  |  |  |  |  |  |  |
|                        | Most-Híd                                                              | 276 088   | 6,90  | 1,23 | 13     | 1             |  |  |  |  |  |  |  |  |
|                        | Union démocrate et chrétienne slovaque - Parti démocrate (SDKÚ-DS)    | 155 744   | 6,10  | 9,32 | 11     | 17            |  |  |  |  |  |  |  |  |
|                        | Liberté et solidarité (SaS)                                           | 150 266   | 5,88  | 6,27 | 11     | 11            |  |  |  |  |  |  |  |  |
|                        | Parti national slovaque (SNS)                                         | 116 240   | 4,56  | 0,52 | 0      | 9             |  |  |  |  |  |  |  |  |
|                        | Parti de la coalition hongroise (SMK-MKP)                             | 109 483   | 4,29  | 0,04 | 0      | en stagnation |  |  |  |  |  |  |  |  |
|                        | 99% - Voix civique (99%)                                              | 40 488    | 1,59  | Nv.  | 0      | en stagnation |  |  |  |  |  |  |  |  |
|                        | Parti populaire « Notre Slovaquie » (L'SNS)                           | 40 460    | 1,58  | 0,25 | 0      | en stagnation |  |  |  |  |  |  |  |  |
|                        | Changement par le bas (ZZ)                                            | 33 155    | 1,30  | Nv.  | 0      | en stagnation |  |  |  |  |  |  |  |  |
|                        | Parti de la liberté d'expression (SSS)                                | 31 159    | 1,22  | Nv.  | 0      | en stagnation |  |  |  |  |  |  |  |  |
|                        | Parti populaire - Mouvement pour une Slovaquie démocratique (ĽS-HZDS) | 23 772    | 0,93  | 3,40 | 0      | en stagnation |  |  |  |  |  |  |  |  |
|                        | Parti communiste slovaque (KSS)                                       | 18 583    | 0,73  | 0,10 | 0      | en stagnation |  |  |  |  |  |  |  |  |
|                        | Nation et justice                                                     | 16 234    | 0,64  | Nv.  | 0      | en stagnation |  |  |  |  |  |  |  |  |
|                        | Parti vert (SZ)                                                       | 10 832    | 0,42  | Nv.  | 0      | en stagnation |  |  |  |  |  |  |  |  |
|                        | Droit et justice (PAS)                                                | 10 604    | 0,42  | Nv.  | 0      | en stagnation |  |  |  |  |  |  |  |  |
|                        | Forum libre (SF)                                                      | 8 908     | 0,35  | Nv.  | 0      | en stagnation |  |  |  |  |  |  |  |  |
|                        | Les Verts (Z)                                                         | 7 860     | 0,31  | Nv.  | 0      | en stagnation |  |  |  |  |  |  |  |  |
|                        | Autres partis                                                         | 25 492    | 1,00  | –    | 0      | en stagnation |  |  |  |  |  |  |  |  |
|                        |                                                                       |           |       |      |        |               |  |  |  |  |  |  |  |  |
| Suffrages exprimés     | Suffrages exprimés                                                    | 2 553 726 | 98,71 |      |        |               |  |  |  |  |  |  |  |  |
| Votes invalides        | Votes invalides                                                       | 33 472    | 1,29  |      |        |               |  |  |  |  |  |  |  |  |
| Total                  | Total                                                                 | 2 587 198 | 100   | –    | 150    | en stagnation |  |  |  |  |  |  |  |  |
| Abstention             | Abstention                                                            | 1 805 253 | 41,10 |      |        |               |  |  |  |  |  |  |  |  |
| Inscrits/Participation | Inscrits/Participation                                                | 4 392 451 | 58,90 |      |        |               |  |  |  |  |  |  |  |  |

## Analyse
Alors qu'une forte abstention était attendue, la participation s'élève 59,11 %, soit stable par rapport aux élections de 2010.
En obtenant 44 % des voix et 83 députés, SMER – social-démocratie devient le premier parti de l'histoire slovaque à obtenir la majorité absolue au Conseil national. Avec le Mouvement chrétien-démocrate, qui obtient le statut de premier parti d'opposition, Smer-SD est la seule formation présente dans le Parlement sortant à progresser. L'opposition est toutefois très éclatée, aucun parti autre que les sociaux-démocrates ne dépassant la barre des 10 % des voix.
À l'image de Liberté et Solidarité en 2010, la formation Les Gens ordinaires et personnalités indépendantes réalise une belle entrée au Conseil national en se classant troisième. À l'inverse, l'Union démocrate et chrétienne slovaque - Parti démocrate, parti dominant le centre droit depuis dix ans, s'effondre en perdant les deux tiers de ses sièges, tandis que Liberté et Solidarité en abandonne la moitié. En recul de moins d'un demi-point, le Parti national slovaque retombe sous les 5 %, perdant sa représentation parlementaire, une première depuis 2002.

## Conséquences
Deux jours après l'élection, Mikuláš Dzurinda annonce sa démission de la présidence de la SDKÚ-DS, affirmant assumer sa responsabilité tant dans l'échec de son parti que dans celle du centre droit en général. Le 13 mars, Robert Fico, fait savoir qu'il a l'intention de consulter l'ensemble des autres partis représentés au Conseil national, ce que les dirigeants des formations concernées acceptent, tout en précisant qu'aucune coopération n'est possible.
Le 15 mars, Robert Fico est chargé, par le président Ivan Gašparovič, de former le nouveau gouvernement. Dans le même temps, le ministre des Finances, Ivan Mikloš, renonce à se porter candidat à la présidence ou une vice-présidence de la SDKÚ-DS et que le ministre de l'Intérieur, Daniel Lipšic, annonce envisager une candidature à la direction du KDH, ayant reçu plus de votes préférentiels que le ministre des Transports et président du parti, Ján Figeľ.